# 新城明奈
新城 明奈（しんじょう あきな、1983年9月10日 - ）は、沖縄県出身のハンドボール選手。ポジションはコートプレーヤー。
沖縄県立那覇高等学校、福岡教育大学卒。2007年より広島メイプルレッズへ入団。ハンドボール全日本女子に選出されている。